# 張俌
張俌（？—17世紀），字孟器，廣州府東莞縣人，南明政治人物。

## 生平
張俌是副使張一鳳的兒子，諸生出身，年輕時曾和張家玉以忠義切磋。隆武帝繼位，蘇觀生推薦他任職監紀推官。忠誠危急，張俌連夜兵往，署任南安推官，轉官戶部湖廣司主事兼督理兵餉，點閱軍隊、淘汰冒糧。有人建議他搜刮富人充實糧餉，但人情汹汹而作罷。不久他回到廣東催糧，城已失陷。唐王朱聿𨮁稱帝，張俌除任江西道御史，執法彈劾多有匡正；又呈上《目擊時艱疏》，陞僉都御史。廣州失陷，他隨扈同行，在途中中箭暈眩，被人抬回家。
後來他計劃和張家玉起兵，家玉號召到河道聚眾萬人攻城，他與弟弟張仲、張儐、張似、張份五人內應。李覺斯謀起兵時叛變，張家玉入城後沒收其家產。張家玉事敗，李覺斯攻擊張俌兄弟首當罪惡，並請求殺死張氏家族，死者上千人，張俌傾資營救。永曆帝再次臨幸肇慶，召任故官。事敗後，隱居在田界涌。

## 引用
1. 1 2  錢海岳《南明史·卷五十九·列傳第三十五》：張俌，字孟器，東莞人。副使一鳳子，諸生。少與張家玉以忠義相切劘。紹宗立，蘇觀生薦監紀推官。忠誠急，星夜兵往，署南安推官，遷戶部湖廣司主事兼督理兵餉，點閱軍伍，設法汰冒糧。有議搜括富室助餉者，民汹汹，條陳罷之。及回粵催糧，城已陷。唐王聿鐭稱帝，除江西道御史，執法糾劾，多匡正。上《目擊時艱疏》，陞僉都御史。廣州陷，隨扈，在途中矢昏眩，從人舁回家。
2. ↑  錢海岳《南明史·卷五十九·列傳第三十五》：與家玉同謀起兵。家玉號召到滘眾萬人攻城，俌與弟仲、儐、似、份五人內應復之。先李覺斯謀起兵，中變，家玉入城，籍其家。家玉敗，覺斯訐俌兄弟首惡，並請殺張族，死者千人，俌傾資營救。昭宗再幸肇慶，召故官。事敗，隱田界涌。